# Tipula melanopyga
Tipula melanopyga är en tvåvingeart som beskrevs av Edwards 1926. Tipula melanopyga ingår i släktet Tipula och familjen storharkrankar.
Artens utbredningsområde är Laos. Inga underarter finns listade i Catalogue of Life.